# Helsingborgs kopparverk
Helsingborgs kopparverk AB var ett kemiskt-tekniskt företag i Helsingborg.
Nils Persson grundade 1875 Skånska Superfosfat- och Svafvelsyrefabriks AB på Söder i Helsingborg. För konstgödselproduktion krävdes svavelsyra, som tillverkades av svavelkis som kom från Sulitelma AB i Sulitelmamassivet i Norge. Gruvorna ägdes av Superfosfatbolaget och Persson tillsammans. Denna svavelkis var även rik på koppar, vilket ledde till att han 1886 grundade Helsingborgs kopparverk AB i anknytning till svavelsyrafabriken. 
Kopparverket flyttade 1902 söderut till en plats mellan Raus plantering och Råå, till en tomt mellan Knähaken vid Öresund och Helsingborg-Råå-Ramlösa Järnväg. Kopparverket använde sig av Råå hamn, dit järnvägsspåret förlängdes. År 1918 invigdes företagets egna hamn, Kopparverkshamnen, vid fabriken.
Nära fabriken uppfördes stadsdelen Valhalla med arbetarbostäder för omkring 1 500 personer. Stadsdelen revs på 1950- och 1960-talen.
Företagsområdet ägs idag huvudsakligen av Kemira Kemi AB och utnyttjas av Kemira, Yara och andra företag. Kopparverkshamnen ägs av Kemira och är specialiserad på bulkfrakter.